# Hendrik Pieter Martinus Willem van der Wedden
Hendrik Pieter Martinus Willem van der Wedden (Nijmegen, 5 oktober 1847 - Hurwenen, 1 januari 1899) was een Nederlandse burgemeester.
Van der Wedden was een broer van de latere generaal Peter Hermanus van der Wedden. Samen met zijn twee broers nam hij dienst bij het KNIL. Hij trouwde op 1 augustus 1877 te Padang (Nederlands-Indië) met Sophia Maria Weijler. Zij gingen later samen naar Nederland. 
Als gepensioneerd kapitein was hij van 1894 tot en met 1899 burgemeester van Hurwenen, in een tijd dat deze gemeente nog niet vaak een eigen burgemeester had gehad. 

## Loopbaan als burgemeester
Van der Wedden werd bij koninklijk besluit  (KB) van 10 februari 1894 tot burgemeester van Hurwenen benoemd. Op 28 maart van dat jaar werd hij daarnaast met zeven stemmen unaniem verkozen tot gemeentesecretaris. Ook werd Van der Wedden ambtenaar van de burgerlijke stand. Bij KB 27-4 nr. 3 uit 1894 werd zijn benoeming tot gemeentesecretaris bekrachtigd.
In de raadsvergadering van 25 juli 1895 meldde de burgemeester dat wegens mazelen slechts 8 tot 10 van de 60 tot 70 schoolgaande kinderen in de gemeente naar school gingen. De gemeentegeneesheer raadde aan de school tijdelijk te sluiten en na de zomervakantie pas weer te openen, in de hoop dat de epidemie dan voorbij zou zijn. Op 25 april 1896 stelde Van der Wedden voor een drinkwatergelegenheid in de school te laten maken. Dit voorstel werd aangenomen.
Op 27 november 1896 was Van der Wedden een van de oprichters van de Provinciale Gelderse Boerenbond
Van der Wedden overleed plotseling op 1 januari 1899. Zijn vrouw Sophie meldt dit aan de raad middels een kort briefje.
Van der Wedden en zijn vrouw liggen begraven op begraafplaats Rustoord in Nijmegen. Het nummer van de grafkelder is 't Hofje 21. In deze grafkelder ligt ook zijn broer Peter Hermanus van der Wedden.